# Jorge Daniel Martínez
Jorge Daniel Martínez (Montecarlo, Misiones, Argentina, 20 de junio de 1973) es un exfutbolista argentino. Jugaba de defensor y su primer club fue Mandiyú.

## Carrera
Comenzó su carrera en 1993 jugando para el Mandiyú. Jugó para el club hasta 1995, cuando se fue para jugar en Independiente y luego en River Plate. En ese año emigró a España para jugar en Real Zaragoza.
En el 2000 regresó a la Argentina para jugar por Independiente —por segunda vez—, Boca Juniors, Colón, Independiente —por tercera vez—, Olimpo, Nueva Chicago, Olimpo —por segunda vez— y Platense.
Luego de un largo período alejado del fútbol —desde 2010—, volvió a jugar en 2011 para Pacífico de Cabildo y luego en Pacífico de Bahía Blanca en la Liga del Sur. En septiembre de 2012 dejó el equipo bahiense para incorporarse a Unión de General Campos. En 2015 "El Negro" (14) defendió los colores del equipo multicampeón bonaerense Riesgo País FC con quienes a fines de 2015 levantó la Copa del 3er Nacional de Fútbol Amateur realizada en la ciudad de Mar del Plata.
En el club bahiense Pacífico tuvo el honor inmenso de compartir campo de juego con el histórico referente de la institución, Juan Cruz Montes de Oca.
Dirigió junto a Mauro Navas la novena división del Club Atlético Boca Juniors.
En su paso por Boca jugó la final Intercontinental del 2001 frente al Bayern Múnich, en la que el club Xeneize cayó 0-1 en el Estadio Olímpico deTokio. En 30 partidos jugados convirtió 2 goles.
El 24 de enero de 2022 es anunciado como nuevo director técnico del último campeón del  Campeonato de Fútbol Femenino de Primera División A (Argentina), el Club Atlético Boca Juniors (fútbol femenino). En abril de 2023, fue denunciado por la jefa de prensa del equipo femenino por abuso sexual.En abril de 2024, fue hallado culpable del delito, siendo condenado a la pena de un año de prisión.

## Selección nacional
Con la Selección de fútbol de Argentina disputó la Copa América disputada en Bolivia en 1997. Además integró el plantel en algunos partidos por las Eliminatorias al Mundial de fútbol de 1998.

## Clubes
| Club                     | País      | Año       |
| ------------------------ | --------- | --------- |
| Mandiyú                  | Argentina | 1993-1995 |
| Independiente            | Argentina | 1995-1998 |
| River Plate              | Argentina | 1998-1999 |
| Real Zaragoza            | España    | 1999-2000 |
| Independiente            | Argentina | 2000-2001 |
| Boca Juniors             | Argentina | 2001-2002 |
| Colón                    | Argentina | 2002-2004 |
| Independiente            | Argentina | 2004-2005 |
| Olimpo                   | Argentina | 2005-2006 |
| Nueva Chicago            | Argentina | 2006-2007 |
| Olimpo                   | Argentina | 2007-2009 |
| Platense                 | Argentina | 2009-2010 |
| Pacífico de Cabildo      | Argentina | 2011      |
| Pacífico de Bahía Blanca | Argentina | 2012      |
| Unión de General Campos  | Argentina | 2012-2015 |
| Riesgo País FC           | Argentina | 2015      |

## Estadísticas
Datos actualizados a fin de carrera deportiva.
| Deportivo Mandiyú Argentina |               |               |     |    |   |    |    |     |     |     |
| 1.ª | A-1993        | 7             | 0   | 2  | 0 | -  | -  | 9   | 0   |     |
| 1.ª | C-1994        | 7             | 0   | -  | - | -  | -  | 7   | 0   |     |
| 1.ª | A-1994        | 19            | 1   | -  | - | -  | -  | 19  | 1   |     |
| 1.ª | C-1995        | 15            | 0   | -  | - | -  | -  | 15  | 0   |     |
| Total club | Total club    | 48            | 1   | 2  | 0 | 0  | 0  | 50  | 1   |     |
| Independiente Argentina |               |               |     |    |   |    |    |     |     |     |
| 1.ª | A-1995        | 9             | 1   | -  | - | -  | -  | 9   | 0   |     |
| 1.ª | C-1996        | 16            | 1   | -  | - | -  | -  | 16  | 1   |     |
| 1.ª | A-1996        | 17            | 3   | -  | - | 2  | 0  | 19  | 3   |     |
| 1.ª | C-1997        | 17            | 1   | -  | - | -  | -  | 17  | 1   |     |
| 1.ª | A-1997        | 14            | 2   | -  | - | 5  | 0  | 19  | 2   |     |
| 1.ª | C-1998        | 8             | 0   | -  | - | -  | -  | 8   | 0   |     |
| 1.ª | C-2000        | 12            | 1   | -  | - | -  | -  | 12  | 1   |     |
| 1.ª | A-2000        | 17            | 1   | -  | - | 4  | 0  | 19  | 2   |     |
| 1.ª | C-2001        | 17            | 0   | -  | - | -  | -  | 17  | 0   |     |
| 1.ª | A-2004        | 18            | 0   | -  | - | -  | -  | 18  | 0   |     |
| 1.ª | C-2005        | 16            | 0   | -  | - | -  | -  | 16  | 0   |     |
| Total club | Total club    | 161           | 10  | 0  | 0 | 11 | 0  | 172 | 10  |     |
| River Plate Argentina |               |               |     |    |   |    |    |     |     |     |
| 1.ª | A-1998        | 10            | 0   | -  | - | 6  | 1  | 16  | 1   |     |
| 1.ª | C-1999        | 7             | 0   | -  | - | -  | -  | 7   | 0   |     |
| Total club | Total club    | 17            | 0   | 0  | 0 | 6  | 1  | 23  | 1   |     |
| Real Zaragoza · España |               |               |     |    |   |    |    |     |     |     |
| 1.ª | 1999-00       | 1             | 0   | 2  | 0 | -  | -  | 3   | 0   |     |
| Total club | Total club    | 1             | 0   | 2  | 0 | 0  | 0  | 3   | 0   |     |
| Boca Juniors Argentina |               |               |     |    |   |    |    |     |     |     |
| 1.ª | A-2001        | 11            | 2   | -  | - | 4  | 0  | 15  | 2   |     |
| 1.ª | C-2002        | 8             | 0   | -  | - | 4  | 0  | 12  | 0   |     |
| Total club | Total club    | 19            | 2   | 0  | 0 | 8  | 0  | 27  | 2   |     |
| Colón Argentina |               |               |     |    |   |    |    |     |     |     |
| 1.ª | A-2002        | 13            | 1   | -  | - | -  | -  | 13  | 1   |     |
| 1.ª | C-2003        | 18            | 1   | -  | - | -  | -  | 18  | 1   |     |
| 1.ª | A-2003        | 18            | 1   | -  | - | 4  | 1  | 22  | 2   |     |
| 1.ª | C-2004        | 17            | 1   | -  | - | -  | -  | 17  | 1   |     |
| Total club | Total club    | 66            | 4   | 0  | 0 | 4  | 1  | 70  | 4   |     |
| Olimpo Argentina |               |               |     |    |   |    |    |     |     |     |
| 1.ª | A-2005        | 17            | 0   | -  | - | -  | -  | 17  | 0   |     |
| 1.ª | C-2006        | 19            | 0   | -  | - | -  | -  | 19  | 0   |     |
| 1.ª | A-2007        | 10            | 1   | -  | - | -  | -  | 10  | 1   |     |
| 1.ª | C-2008        | 12            | 0   | -  | - | -  | -  | 12  | 0   |     |
| 2.ª | 2008-09       | 22            | 0   | -  | - | -  | -  | 22  | 0   |     |
| Total club | Total club    | 80            | 1   | 0  | 0 | 0  | 0  | 80  | 1   |     |
| Nueva Chicago Argentina |               |               |     |    |   |    |    |     |     |     |
| 1.ª | A-2006        | 17            | 2   | -  | - | -  | -  | 17  | 0   |     |
| 1.ª | C-2007        | 19            | 0   | -  | - | -  | -  | 19  | 0   |     |
| Total club | Total club    | 36            | 2   | 0  | 0 | 0  | 0  | 36  | 2   |     |
| Platense Argentina |               |               |     |    |   |    |    |     |     |     |
| 2.ª | 2009-10       | 16            | 0   | -  | - | -  | -  | 16  | 0   |     |
| Total club | Total club    | 16            | 0   | 0  | 0 | 0  | 0  | 16  | 0   |     |
| Total carrera | Total carrera | Total carrera | 444 | 20 | 4 | 0  | 29 | 2   | 477 | 22Á |
| (1) Incluye datos de la Copa Centenario de la AFA (1993-94); Copa del Rey (1999-00). (2) Incluye datos de la Supercopa Sudamericana (1996, 1997); Copa Mercosur (1998, 2000, 2001); Copa Intercontinental (2001); Copa Libertadores (2002); Copa Sudamericana (2003). (3) No incluye goles en partidos amistosos. |               |               |     |    |   |    |    |     |     |     |

### Selección nacional
| Selección | Año   | Copa América | Copa América | Total | Total |
| Selección | Año   | PJ           | G            | PJ    | G     |
| --------- | ----- | ------------ | ------------ | ----- | ----- |
| Argentina | 1997  | 3            | 0            | 3     | 0     |
| Argentina | Total | 3            | 0            | 3     | 0     |